# Mélanésie insulaire
Ne doit pas être confondu avec Mélanésie orientale.
La Mélanésie insulaire (en anglais : Island Melanesia) est une sous-région de la Mélanésie en Océanie.
Elle s'étend depuis l'est de l'île de Nouvelle-Guinée et de l'archipel Bismarck aux îles Salomon, au Vanuatu et à la Nouvelle-Calédonie, excluant la partie continentale de l'île de Nouvelle-Guinée,.
La région est marquée par une très grande diversité géographique, linguistique et culturelle, qui sont encore étudiées par plusieurs missions archéologiques, au XXIe siècle.

### CollectionStudies in the Languages of Island Melanesia
Studies in the Languages of Island Melanesia est une série de livres électroniques universitaires consacrés à des travaux scientifiques évalués par des pairs sur les langues d'Island Melanesia. Six volumes ont été publiés, tous en libre accès :
- (en) Tonya N. Stebbins et Julius Tayul, Mali (Baining) dictionary : Mali-Baining Amēthamon Angētha Thēvaik, Canberra, Asia Pacific Linguistics, coll. « Studies in the Languages of Island Melanesia » (no 1), 2012 (ISBN 9781922185006, lire en ligne [PDF]).
- (en) Matthew S. Dryer, A grammatical description of Kara-Lemakot, Canberra, Asia Pacific Linguistics, coll. « Studies in the Languages of Island Melanesia » (no 2), 2013 (ISBN 9781922185099, lire en ligne [PDF]).
- (en) Jesse Lovegren, Alice Mitchell et Natsuko Nakagawa, The Wala language of Malaita, Solomon Islands, Canberra, Asia Pacific Linguistics, coll. « Studies in the Languages of Island Melanesia » (no 3), 2015 (ISBN 9781922185143, lire en ligne [PDF]).
- (en) Karin E. Fast, patial language in Tungag, Canberra, Asia Pacific Linguistics, coll. « Studies in the Languages of Island Melanesia » (no 4), 2015 (ISBN 9781922185211, lire en ligne [PDF]).
- (en) Alexandre François, Michael Franjieh, Sébastien Lacrampe et Stefan Schnell, The Languages of Vanuatu: Unity and Diversity, Canberra, Asia Pacific Linguistics, coll. « Studies in the Languages of Island Melanesia » (no 5), 2015 (ISBN 9781922185235, lire en ligne [PDF]).
- (en) Åshild Næss, A short dictionary of Äiwoo, Canberra, Asia Pacific Linguistics, coll. « Studies in the Languages of Island Melanesia » (no 6), 2017 (ISBN 9781922185372, lire en ligne [PDF]).

### Archéologie et histoire sociale
- Austronesian peoples
- Lapita culture
- Navigation micronésienne (en)
- Navigation polynésienne (en)

### Géographie humaine
- Îles de la Mélanésie orientale (en)
- Près de l'Océanie
- L'Océanie lointaine

### Langues
- Langues de l'Océanie centrale et orientale
- Langues océaniennes
- Langues océaniennes éloignées (en)
- Langues de l'Océanie australe

### Nations
- Bougainville
- Fidji
- Nouvelle-Calédonie
- Îles Salomon
- Vanuatu